# 澤田順次郎
澤田 順次郎（さわだ じゅんじろう、1863年（文久3年） - 1944年（昭和19年）は、日本の性科学者。

## 人物・生涯
東京府士族。1882年以降中等教育に従事し、1904年頃宮崎師範学校、1907年頃海城中学校で博物の教師をする。
1912年『性慾論講話』を刊行して以後著述に転じ、1920年『性』、『性の知識』、『性欲と恋愛』などの雑誌を創刊。
通俗性科学として読まれたが、アカデミズムからは異端視された。

## 著書
- 『男女之研究』（大鳥居弃三共著、光風館） 1904.6
- 『科学よりみたる男女の関係』（鼎立社） 1907.10
- 『婦人論』（大鳥居弃三共著、光風館） 1907.6
- 『女子教育論』（読売新聞社） 1907.10
- 『男女と自然』（嵩山房） 1908.9
- 『生物学と思想界』（二松堂） 1908.4
- 『自然界に於ける両性の秘密 一名・人類性別学』（博文館） 1908.10
- 『人生之活路』（昭文堂） 1908.4
- 『雌雄進化論』（博文館） 1909.3
- 『胎内に於ける雌雄分性の原理及応用』（広文堂） 1909.10
- 『海底探検』（金港堂） 1909.12
- 『最近十箇年間官立学校入学試験博物問題詳解』（編、博文館） 1911.5
- 『民種改善模範夫婦』（啓成社） 1911
- 『ダーウヰン言行録』（編、内外出版協会、偉人研究） 1912.6
- 『両性問題』（実業之日本社） 1912.6
- 『男女之由来及分化法』（巌松堂） 1912.7
- 『生殖左右論 望み通りの子が出来る法』（有文堂） 1913
- 『花柳病院 独診自療』（中央書院） 1913
- 『健康論』（杉江董共著、東亜堂書店） 1913
- 『文明の食人種』（山陽堂） 1913
- 『自然健肺法』（日本警察新聞社） 1914
- 『人体解剖と両性の研究』（杉江董共著、有文堂書店） 1914
- 『姙婦の養生と産児の為に』（文武堂書店） 1919
- 『精力増進と強健法』（松本商会出版部） 1919
- 『誰にも出来る健康長寿法』（学芸書院） 1919
- 『法医学上より観たる色情犯罪』（小西書店） 1919
- 『実生活と精神修養』（下村書房） 1919
- 『恋愛期に於ける処女の心理及危機』（三徳社書店） 1919
- 『文芸に現れたる恋愛』（天下堂、性的叢書） 1920
- 『性教育及び実施法』（天下堂、性的叢書） 1920
- 『性的衛生及予防法』（天下堂、性的叢書） 1920
- 『処女と青年へ 結婚後の心得』（広瀬太平共著、白羊社） 1920
- 『色情狂』（天下堂、性的叢書） 1920
- 『主婦の為めに』（天下堂、性的叢書） 1920
- 『嫁入前の処女の為めに』（天下堂、性的叢書） 1920
- 『性と花柳病』（天下堂書房、性的叢書） 1920
- 『神秘なる同性愛』（天下堂、性的叢書） 1920
- 『男の観た女』（佐瀬蝶夢共著、天下堂書店、性的叢書） 1921
- 『性に関する伝説』（天下堂書房、性的叢書） 1921
- 『性欲の心理』（林書店） 1921
- 『妊娠及避妊の新研究』（金子出版部） 1921
- 『現代の性慾講話』（羽太鋭治共著、金文堂） 1921
- 『恋愛と性慾』（耕文堂） 1922
- 『沢田 性の研究叢書』第1 - 6巻（正文社） 1922
- 『処女及び妻の性的生活』（正文社） 1923
- 『性慾より生ずる罪悪史 色情犯罪』（河合廉一共著、新生社） 1923
- 『性欲犯罪』（近代の結婚社） 1923
- 『餓鬼道』（正文社書房） 1923
- 『健康の指針』（杉江董共著、共益社出版部） 1924
- 『闡明されたる性の神秘』（文行社） 1924
- 『性に関する伝説の研究』（大京堂書店） 1925
- 『性の絵巻叢書 裸体美芸術の巻』第1 - 2（奎文社） 1926
- 『日本刑制史』第1巻の3（日本法制学会） 1927
- 『神秘の扉 性の真相』（玉文社） 1928
- 『性的本能享楽の真相』（南海書院） 1928
- 『神秘の真相』（光玉社） 1930
- 『愛慾膝栗毛』（宏文堂） 1931
- 『避妊及び妊娠調節の実際』（豊隆社） 1932
- 『変態性と享楽』（平凡社、世界猟奇全集9） 1932
- 『殺す人・殺さるる人』（大誠堂） 1934
- 『変態性医学講話』（通俗医書刊行会） 1934
- 『歴史上より観たる臨終の心境』（平野書房） 1934
- 『ヴイーナスの考察 美と愛との女神』（平野書房） 1934.11
- 『姦淫及び売笑婦』（新興社） 1935
- 『性のめばへ』（新興社） 1935
- 『恋愛と性欲』（新興社） 1935
- 『性のいづみ』（新興社） 1935
- 『姙娠調節』（新興社） 1935
- 『売笑婦秘話』（宏山房） 1935.8
- 『支那情怨史』（南光社） 1936
- 『性愛・人生』（性の知識社） 1936.9